# Тячівська районна державна адміністрація
Тячівська районна державна адміністрація (Тячівська РДА) — орган виконавчої влади у Тячівському районі Закарпатської області України.
У зв'язку з широкомасштабним вторгненням Росії 24 лютого 2022 року набула статусу військової адміністрації.

## Структурні підрозділи
- Апарат районної державної адміністрації
  - Відділ організаційної роботи та внутрішньої політики
  - Відділ з питань управління персоналом
  - Відділ фінансово-господарського забезпечення
  - Відділ ведення Державного реєстру виборців
  - Відділ документообігу, мобілізаційної та режимно-секретної роботи
  - Юридичний відділ
- Управління соціального захисту населення
- Фінансове управління
- Відділ зовнішньоекономічних зв'язків, інвестицій, туризму та рекреації управління економічного розвитку і торгівлі державної адміністрації
- Відділ агропромислового розвитку
- Відділ у справах молоді та спорту
- Відділ культури[2]
- Відділ освіти[3]
- Відділ охорони здоров'я
- Відділ містобудування, архітектури та житлово — комунального господарства
- Відділ розвитку інфраструктури
- Відділ з питань цивільного захисту населення та розвитку інфраструктури
- Архівний відділ[4]
- Сектор державної реєстрації
- Служба у справах дітей
- Центр надання адміністративних послуг

## Керівництво
| №  | ПІП            | Посада               |
| -- | -------------- | -------------------- |
| 1. | Тімур Аверін   | Голова РДА           |
| 2. | Вадим Носа     | заступник Голови РДА |
| 3. | Світлана Сойма | керівник апарату РДА |